# Doris Aebi

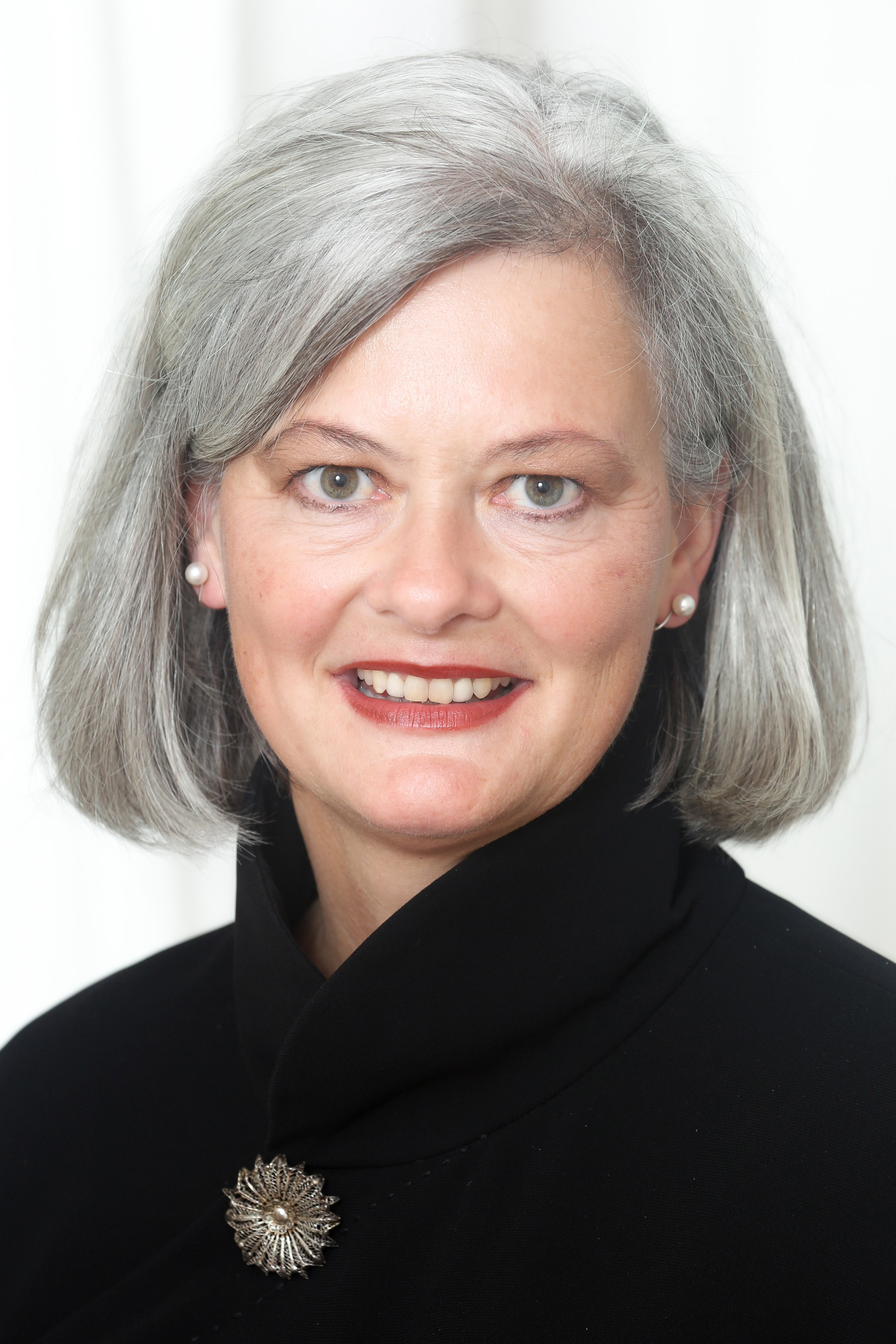
Doris Aebi (2012)

Doris Aebi (* 24. Januar 1965 in Luzern) ist eine Schweizer Unternehmerin und Politikerin. Sie ist Mitinhaberin eines Unternehmens für die Suche von Führungskräften und war Vizepräsidentin des Migros-Konzerns.

## Biografie
Doris Aebi wuchs auf als Tochter des Stationsvorstands des Bahnhofs Walchwil im Kanton Zug, ihre Mutter war eine Bauerntochter aus Kölliken im Kanton Aargau. 1983 schrieb Aebi ihre Maturaarbeit zum Thema Frauen in der Schweizer Politik. Gleichzeitig stellte die Sozialdemokratische Partei der Schweiz Lilian Uchtenhagen als erste weibliche Kandidatin für den Bundesrat auf. Uchtenhagens Nichtwahl löste Schockwellen im ganzen Land aus. Auch bei Doris Aebi, die sagt, die Nichtwahl habe sie politisiert. Aebi studierte Wirtschaft, Soziologie und schloss 1990 ihr Studium als lic.phil.I ab. Ihre Lizenziatsarbeit Wirksamkeit der kantonalen Wirtschaftsförderung verfasste sie für den Kanton Solothurn und befragte dafür rund 300 Unternehmen. Der Regierungsrat stellte die Studie an einer Medienkonferenz vor und stützte sich auf die Arbeit bei der Neukonzipierung der Wirtschaftsförderungspolitik. Doris Aebi lehrte und forschte als Wirtschaftssoziologin an den Unis Zürich und Bern. 1994 wurde sie in Zürich mit dem Thema Weiterbildung zwischen Markt und Staat zur Dr. phil. I. promoviert. Darin plädierte sie für eine klare Aufgabenteilung: Die öffentliche Hand subventioniert Weiterbildung mittels Gutscheinen und überlässt das Weiterbildungsangebot dem Markt.
Doris Aebi wohnt in Schöftland im Kanton Aargau. Sie ist verheiratet mit René Kuehni, dessen vier Kinder aus erster Verbindung sie mit aufzog.

## Beruf
Doris Aebi wechselte nach dem Doktorat in die Finanzbranche. Zuerst leitete sie bei der UBS den Aufbau des Intranets. Danach wechselte sie zur Credit Suisse, bei der sie als Direktionsmitglied im Bereich Allfinanz die Zusammenarbeit mit den Winterthur Versicherungen verantwortete, wobei sie insbesondere Produktentwicklung sowie Marketing und Vertrieb koordinierte.
Danach war sie Direktorin bei der Managervermittlung Dr. Bjørn Johansson Associates. Seit 2004 leitet sie die von ihr und René Kuehni gegründete aebi+kuehni AG, die international Manager sowie Verwaltungsräte sucht und evaluiert. Daneben ist Doris Aebi im geschäftsleitenden Ausschuss des Instituts für Wirtschaftsethik der Universität St. Gallen sowie Mitglied des Hochschulrates der Technischen Hochschule Köln.
2003 wurde Doris Aebi Verwaltungsrätin des Migros-Konzerns, ein Jahr später Vizepräsidentin. Sie galt als Kronfavoritin für die Position der Präsidentin. 2019 gab sie ihren Rücktritt von der Migrosspitze bekannt.

## Politik
1993 wurde Doris Aebi für die SP in den Kantonsrat Solothurn gewählt. Dort war sie während zwei Legislaturperioden in der Finanzkommission. Aufsehen erregte sie mit ihrer Motion für eine Standesinitiative zur Einführung der nachfrageorientierten Weiterbildungsfinanzierung («Individuen statt Institutionen subventionieren»), die der Rat parteiübergreifend überwies und die verlangte, dass die Regierung die Idee der Bildungsgutscheine vorschlage, die sie in ihrer Doktorarbeit entfaltet hatte. Sowohl Ständerat als auch Nationalrat überwiesen in der Folge ein Postulat, das eine Systemänderung bei der Finanzierung von Weiterbildungskursen im Sinne der Solothurner Standesinitiative fordert. Von 1992 bis 2004 war Aebi Mitglied des Wirtschaftsrates der Solothurner Regierung. 1997 kandidierte sie für den Regierungsrat und wurde Mitglied des Hochschulrats der neu gegründeten Solothurner Fachhochschule. Als die Kantone Aargau, Basel-Landschaft, Basel-Stadt und Solothurn ihre Fachhochschulen zur Fachhochschule Nordwestschweiz (FHNW) zusammenschlossen, wählten die vier Regierungen Aebi in den FHNW-Hochschulrat, dem sie bis 2017 angehörte.
2000 trat Doris Aebi als Solothurner Kantonsrätin zurück und zog zu ihrem Mann in den Aargau. Seither ist sie parteilos, sympathisierte aber mit den Grünliberalen. Angefragt von der glp stellte sie sich als Kandidatin für den Regierungsrat des Kantons Aargau zur Verfügung.

## Medien
2016 und 2017 schrieb Doris Aebi für die Neue Zürcher Zeitung die Kolumne teppichetage über Führungskräfte. 2005 gehörte sie zur Besetzung der SRF-Serie Traumjob nur einer schafft es, in der sie neben Jürg Marquard, dem Co-Produzenten und Patron der Sendung, mit dem Ex-Chefredaktor der Aargauer Zeitung, Markus Gisler, als Beirätin auftrat. Ausserdem ist Doris Aebi häufig als Expertin in TV- und Radio-Sendungen geladen. Dabei engagiert sie sich insbesondere für mehr Frauen in Führungspositionen und plädiert dafür der technologischen Revolution mit flachen Hierarchien zu begegnen.

## Veröffentlichungen
- Teppichetage. Der Blick hinter die Kulisse Doris Aebi, Xanthippe Verlag, Zürich 2018, ISBN 978-3-905795-63-9.[32]
- Was Headhunter von Charles Darwin lernen sollten. In: Hofmann D., Steppan R. (eds) Headhunter. 2011, Gabler Verlag. Springer Fachmedien, Wiesbaden 2011, ISBN 978-3-8349-6448-9.
- Auswahl von Führungskräften in Zeiten von Transformation Doris Aebi, in schulthess manager handbuch 2018/2019 Schulthess Verlag, Zürich 2018, ISBN 978-3-7255-7618-0.[33]
- Weiterbildung zwischen Markt und Staat: Zur Wirksamkeit von Steuerungsprinzipien in der schweizerischen Bildungsspirale Doris Aebi mit Illustrationen von Schang Hutter, Verlag Rüegger, Glarus 1995, ISBN 978-3-7253-0517-9.
- Wirksamkeit der kantonalen Wirtschaftsförderung, Lizenziatsarbeit im Auftrag der Kanton Solothurns. 1990.